# ユニバーサルロボット
ユニバーサルロボット（Universal Robots）は、デンマーク・オーデンセに拠点を置く協働ロボット（コラボレーションロボット、コボット）のメーカーである。2005年に設立され、2022年11月現在で従業員は1000名。創立以来、小型、軽量でプログラムが簡単で再配置しやすいユニークな協働ロボットを開発、販売している。
ロボットアームが人に触れた瞬間に停止する機能があり、安全柵を設ける必要がないのが最大の特徴。ロボットの周りに作業者を配置しても、お互い共存しながら作業ができるという利点がある。
可搬重量 3kg - 20kg まで5種類の製品ラインナップをそろえる。複雑なプログラミングは不要で、作業者がロボットアームを手で掴み、動かしたい場所に動かすことで、その通り道、軌跡をロボット自身が覚え、同じ動きを繰り返しできる機能も特徴。
開発においては、ロボットアームの腕の部分のみに特化し、手首より先、その他安全対策を含めた周辺機器は協力会社に任せる分業体制をとっている。ユニバーサルロボットによる協力会社の認定製品は現在400以上になる。
50カ国以上の国々に250を上回る販売パートナーの世界的なネットワークを持っている。日本の販売代理店はカンタム・ウシカタ、因幡電機産業、日本機材、豊田油気など13社。

## 概要
オーデンセにある南デンマーク大学で、Esben Ostergaard、Kasper StøyとKristian Kassowは、食品業界においてのロボットの特別な要件を分析していた。分析の結果、ロボティックス市場は重厚で、高価かつ扱いにくいロボットで支配されるという結論に達する。この結果として、3人のエンジニアは、2005年にユニバーサルロボットを設立する。彼らの宣言したゴールは、設置とプログラムが簡単な軽量ロボットを開発し、ロボット技術に中小企業がアクセスしやすくすることであった。2009年に最初のロボット「UR5」がデンマークとドイツの販売店で販売され、2012年にはUR10が発表された。 2014年にドイツのミュンヘンで開催されたAUTOMATICA Showでは、UR5とUR10の新しいバージョンを発表する。 一年後の2015年、URのアジア太平洋地域向けの新子会社がシンガポールに開設され、人間と共に作業を行う世界一柔軟かつ軽量な卓上ロボットUR3を発表した。
ユニバーサルロボットは2015年、2億8,500万ドルでテラダインに買収される。
ジョンソン&ジョンソンやフォルクスワーゲン、BMWをはじめとした企業の製造部門で採用されている。

## 製品
ユニバーサルロボットの製品としては、新しい小型卓上ロボットのUR3、産業用ロボット市場に革命を起こした六軸多関節アームロボットのUR5、一番大きいサイズののUR10がある。積載量はそれぞれ3キロ、5キロ、10キロとなっている。全モデルが垂直多関節（6点の関節）をもつアーム型ロボットで、手首関節が360度回転し、特にUR3に先端の関節は無限に回転する。全モデルが全く同じ理念に基づき設計されているため、誰にでも利用することができるソフトウェアと直感的な操作が可能なグラフィカルユーザインターフェースが搭載され、簡単にプログラミングを行うことができる。
新世代のロボットには、アブソリュートエンコーダー、8つの調節可能な安全規格対応機能、32のビルトインI/O、そして制御ボックスに装置を接続するための改善されたワークフローが搭載されている。安全システム「URの安全3.0」は、TÜVによって保証された。 
フレキシブルな再配備専用のロボティックスによって制限を受ける必要がないユニバーサルロボットは軽量で、スペースをとらず、あなたの生産レイアウトを変えることなく複数のアプリケーションに再配備するのも簡単である。ロボットを新しいプロセスの方へ動かすことは速くいため、小さなバッチまたは速いチェンジオーバーを含む、ほとんどの手作業での自動化ができる。

## 受賞歴
MIT Technology Review誌のSmartest Companies 2015（2015年 世界で最も洗練された会社）リストで25位に指定されている。
2014年11月ユニバーサルロボットはポルトで開催されたPortuguese EMAF展示会において、イノベーション賞を受賞した。
UR5とUR10は2013年のグッドデザイン賞を受賞している。
2012年には国際的なロボット賞「IERA Award」を受賞している。